# Haliotis barbouri
La Haliotis barbouri (Foster, 1946) es una especie de moluscos gasterópodos marinos, del género Haliotis; en el océano Atlántico occidental las especies descritas para esta zona son muy escasas. Una de estas especies es Haliotis barbouri  es una las especies más contradictorias desde el criterio sistemático que se han descrito para la región. Descrita por R. W. Foster en 1946 para la región de Copacabana Río de Janeiro – Brasil caracterizándose por su reducido tamaño como todas especies descritas para la costa del océano Atlántico Occidental (Haliotis pourtalesii, Dall, 1881, y Haliotis aurantium, Simone, 1998).
Durante mucho tiempo a esta especies se le había señalado como posible sinónimo taxonómico de la especie Haliotis concinna varia Revee, 1846 típica de la región del sueste asiático y la cual había llegado accidentalmente a esta costa posiblemente el lastre de algún buque, aunque debido a ciertas diferencias persistía la confusión en torno a la identidad de dicha especies. En 1998 Simone describe a Haliotis aurantium con materia proveniente de la costa de San Luis – Brasil al compararlo con el material de Foster y el de otros autores que señalan a Haliotis barbouri para las costas brasileñas (Klappenbach, Rios, Silva y Guerra) encuentra que se trata de la misma especie, señalando que Haliotis barbouri debe ser considerado un sinónimo taxonómico de Haliotis aurantium. 
En la actualidad parece haber el consenso entre los especialistas que la consideración hecha por Simone es la correcta, por lo que se considera que Haliotis barbouri es un sinónimo de Haliotis aurantium y no de Haliotis concinna varia como se consideraba originalmente.